# Joe Líder
José de Jesús Álvarez Gutiérrez (nacido el 2 de junio de 1978) es un luchador profesional mexicano, más conocido bajo el nombre de Joe Líder. Morales trabaja actualmente en Lucha Libre AAA Worldwide (AAA). Es conocido por ser un exmiembro del equipo de La Hermandad Extrema con Nicho el Millonario, quien, como él mismo, es uno de los varios luchadores que emergieron del circuito independiente durante la década de 1990.
Gutiérrez ha sido cinco veces Campeón Mundial en Parejas de la AAA con Crazy Boy (en dos ocasiones), Nicho el Millonario (en una ocasión), Vampiro (en una ocasión) y Pentagón Jr. (en una ocasión) y una vez Campeón Intercontinental de Tríos de IWRG con Silver King y Último Gladiador (en una ocasión).

## Carrera

### Asistencia Asesoría y Administración / Lucha Libre AAA Worldwide (2006-presente)
En uno de sus primeras luchas con The Mexican Powers, él y Crazy Boy se unieron con Juventud Guerrera y Psicosis II en un combate de equipo de 8 hombres para derrotar a Chessman, Escoria, Cuervo y Ozz en el Verano de Escándalo el 17 de septiembre de 2006. Tres meses después en Guerra de Titanes 2006, Líder fue atrapado por Escoria en una lucha con Crazy Boy y Psicosis contra Escoria, Cuervo y Ozz.
También participó en un Elimination Match de 4 equipos para determinar a los primeros Campeones Mundiales en Parejas de la AAA en Rey de Reyes, pero perdió ante Cuervo y Ozz cuando Líder fue atrapado por Ozz en la caída final. Los otros participantes fueron Alan Stone y Zumbido y Pegasso y Super Fly. El 15 de julio de 2007, él y Crazy Boy ganaron el Campeonato Mundial en Parejas de AAA de Cuervo y Ozz en un Ladder Match en Triplemania XV. En la primera edición anual de 2007 de Homenaje a Antonio Peña, él y los Mexipowers perdieron ante Extreme Tiger, Halloween y Nicho el Millonario.
En Verano de Escándalo, Líder fue atrapado por el Mr. Niebla en un combate por equipos de 8 hombres enfrentando a The Mexican Powers (Líder, Crazy Boy, Extreme Tiger y Juventud Guerrera) contra Antifaz del Norte, Histeria, el Mr. Niebla y Psicosis. Líder y Crazy Boy más tarde defendieron sus títulos en un "extreme four way dance" contra Charly Manson y Chessman, Extreme Tiger y Halloween y Teddy Hart y Sabu en Guerra de Titanes el 20 de noviembre de 2007. En Rey de Reyes, Líder estuvo involucrado en una lucha de 6 hombres con Chessman, Teddy Hart, Halloween, Juventud Guerrera y Extreme Tiger que ganaron el combate.
En Rey de Reyes, Líder fue eliminado en las primeras rondas por Alan Stone. Este fue un Elimination Match de 4 hombres que también incluyó a Elegido y Silver King. La Hermandad 187 son los campeones reinantes más veteranos, con un reinado de 551 días. El 19 de marzo de 2010 perdieron el campeonato ante los representantes de La Legión Extranjera, Taiji Ishimori y Takeshi Morishima. El 6 de junio de 2010, en Triplemania XVIII, La Hermandad 187 participó en un Fatal 4-Way Match por el Campeón Mundial en Parejas de la AAA. Líder eliminó al entonces vigente Campeón Mundial de Parejas de AAA (Atsushi Aoki y Go Shiozaki) cuando cubrió a Shiozaki. más tarde, James Storm de Beer Money Inc. cubrió a Líder después de la interferencia de Konnan, negándoles la oportunidad de recuperar por los títulos. Más tarde en la noche, La Hermandad ayudó al Cibernético a golpear a casi todos los miembros de La Legión.
Luego, La Hermandad comenzó un feudo con La Sociedad, una superestable que consta de invasores de Los Perros del Mal y miembros de Los Maniacos, La Legión Extrangera y La Milicia, El Zorro y Hernández en particular. La Hermandad recibió su revancha para el Campeonato Mundial de Parejas AAA de Los Maniacos (Silver King y Último Gladiador) el 19 de septiembre de 2010, pero Líder se vio obligado a entrar sin Nicho, que fue eliminado por El Zorro, Hernández y La Legión la semana anterior, y no pudo recuperar el campeonato. En Héroes Inmortales IV, Nicho y Líder se vengaron de Konnan al derrotarlo a él y a los miembros de Perros del Mal, Damián 666 y Halloween en un Hardcore 2-on-1 Handicap match. El 5 de diciembre en Guerra de Titanes, Líder y Nicho recibieron una oportunidad en el Campeonato Mundial en Parejas de AAA, pero no pudieron destronar a Los Maniacos, que también incluyó a Hernández y El Ilegal. El 18 de junio en Triplemanía XIX, Líder, Electroshock y Heavy Metal derrotaron a Silver King, Último Gladiador y Chessman en un Tables, Ladders & Chairs Match. Durante la lucha, Nicho intentó ingresar al ring e intentó vengarse de La Maniarquía por herirlo, pero fue detenido y suspendido por el presidente de AAA, Joaquín Roldan.

## Campeonatos y logros
- Asistencia Asesoría y Administración / Lucha Libre AAA Worldwide
  - Campeonato Mundial en Parejas de AAA (5 veces) – con Crazy Boy (2), Nicho el Millonario (1), Vampiro (1) y Pentagón Jr. (1)
  - Campeonato Nacional Atómicos (1 vez) – con Psicosis II, Crazy Boy & Juventud Guerrera

- Desastre Total Ultraviolento
  - DTU Extreme Championship (2 veces)

- International Wrestling Revolution Group
  - Campeonato Intercontinental de Tríos de IWRG (1 vez) – con Silver King & Último Gladiador

- Kings Bull Wrestling
  - KBW Extremo Championship (1 vez, actual)

- Perros del Mal Producciones
  - Perros del Mal Extremo Championship (1 vez)

- Producciones Sánchez
  - Trofeo Arena Neza (2016) - con Kahn del Mal & Pentagón Jr.[12]

- Xtreme Latin American Wrestling
  - XLAW Junior Heavyweight Championship (3 veces)[13]